# Kumki, Polonia
Kumki [ˈkumki] (en alemán: Kümken) es un pueblo ubicado en el distrito administrativo de Gmina Drawsko Pomorskie, dentro del Condado de Drawsko, Voivodato de Pomerania Occidental, en el norte de Polonia occidental. Se encuentra aproximadamente a 5 kilómetros al oeste de Drawsko Pomorskie y a 78 kilómetros al este de la capital regional Szczecin.
Antes de 1945, el área fue parte de Alemania. Para la historia de la región, vea Historia de Pomerania.
El pueblo tiene una población de 50 habitantes.